# Empis impennis
Empis impennis är en tvåvingeart som beskrevs av Gabriel Strobl 1902. Empis impennis ingår i släktet Empis och familjen dansflugor. Inga underarter finns listade i Catalogue of Life.